# Orquesta Estable del Teatro Argentino
La Orquesta Estable del Teatro Argentino, con sede en La Plata, es la agrupación sinfónica más grande y una de las más antiguas de la Argentina. Con un papel protagónico en la vida cultural de la ciudad, actúa regularmente en las principales producciones operísticas y coreográficas de la Provincia de Buenos Aires, así como en conciertos sinfónicos. Su director musical es Pablo Druker.

## Historia
La historia de la orquesta es consecuencia de la construcción del Teatro Argentino, necesidad inminente de la capital provincial. En efecto, ya en 1885 un grupo de vecinos de La Plata formó la Sociedad Anónima Teatro Argentino y adoptó un terreno con el fin de levantar una sala de conciertos. El proyecto fue dirigido por el arquitecto italiano Leopoldo Rocchi, constituyendo en cinco años un teatro de cinco niveles y capacidad para 1500 personas. El Teatro Argentino se inauguró en 1890, 18 años antes de que el Teatro Colón abriera sus puertas en la vecina ciudad de Buenos Aires. 
En 1937 fue el Gobierno de la Provincia de Buenos Aires el que se hizo cargo de la sociedad propietaria. La oficialización del Teatro implicó la creación de cuerpos artísticos estables que fueron, en primer lugar, la Orquesta y el Coro. La primera función de la Orquesta Estable fue el 27 de junio de 1938, con la representación de la ópera La Bohème de Giacomo Puccini.
En octubre de 1977 la sala del Teatro Argentino fue devastada por un incendio desatado en el escenario, comenzando una de las etapas más difíciles para la Orquesta y los cuerpos artísticos.  Se decidió entonces la demolición y seguida construcción de un nuevo y moderno Teatro, cuyas obras, si bien comenzadas en 1980, se demoraron casi veinte años. En ese transcurso y desde 1987, la Orquesta, la Ópera y el Ballet funcionaron regularmente en la sala del ex cine Rocha, en la calle 49 entre 7 y 8, en el centro de La Plata. Ahí mismo se celebró el centenario de la inauguración del Teatro con el montaje de Otello de Verdi.
En 1999 la Orquesta volvió a contar con una nueva y moderna sala principal, bautizada Alberto Ginastera y estrenada el 12 de octubre del mismo año con obras líricas de Verdi, Giordano y Donizetti. La puesta en funcionamiento del Nuevo Teatro Argentino permitió a la orquesta participar en producciones de exigencias más altas. Al mismo tiempo, esta siguió ofreciendo conciertos en salas principales fuera de su ciudad. Ese mismo año fue distinguida por la Fundación Konex.
Bajo la dirección musical de Alejo Pérez, la orquesta se presentó en el ciclo de conciertos del Mozarteum argentino en el Teatro Gran Rex de la ciudad de Buenos Aires. En 2010, participó de la excéntrica producción de la Sinfonía n°8 de Gustav Mahler en el populoso estadio Luna Park, también en la ciudad Buenos Aires, acompañada por un coro monumental. La temporada 2011 supuso otro hito para la orquesta, participando de una aclamada producción de Tristan e Isolde de Richard Wagner y del estreno de La Ciudad Ausente del compositor argentino Gerardo Gandini, entre otros títulos. Por el contrario, la temporada 2012 supuso el comienzo de una etapa crítica. Afectada por un ahogo presupuestario, que implicó la cancelación de varios títulos de importancia, la orquesta participó en diversos reclamos y manifestaciones por el notable atraso en los salarios de sus integrantes contratados y la falta de estabilidad laboral, entre otras irregularidades. En junio de 2012, Alejo Pérez renunció a la dirección musical de la orquesta. En 2013, la gestión del Teatro Argentino anunció la aplicación de sanciones a la orquesta por las medidas de fuerza que implicaron la cancelación de más conciertos.
Al día de hoy, la orquesta cuenta con la dirección musical de Pablo Druker, brindando conciertos sinfónicos, ballet y opera regularmente.

## Integrantes
La nómina de integrantes de la Orquesta puede verse aquí.